# George Holroyd Mills

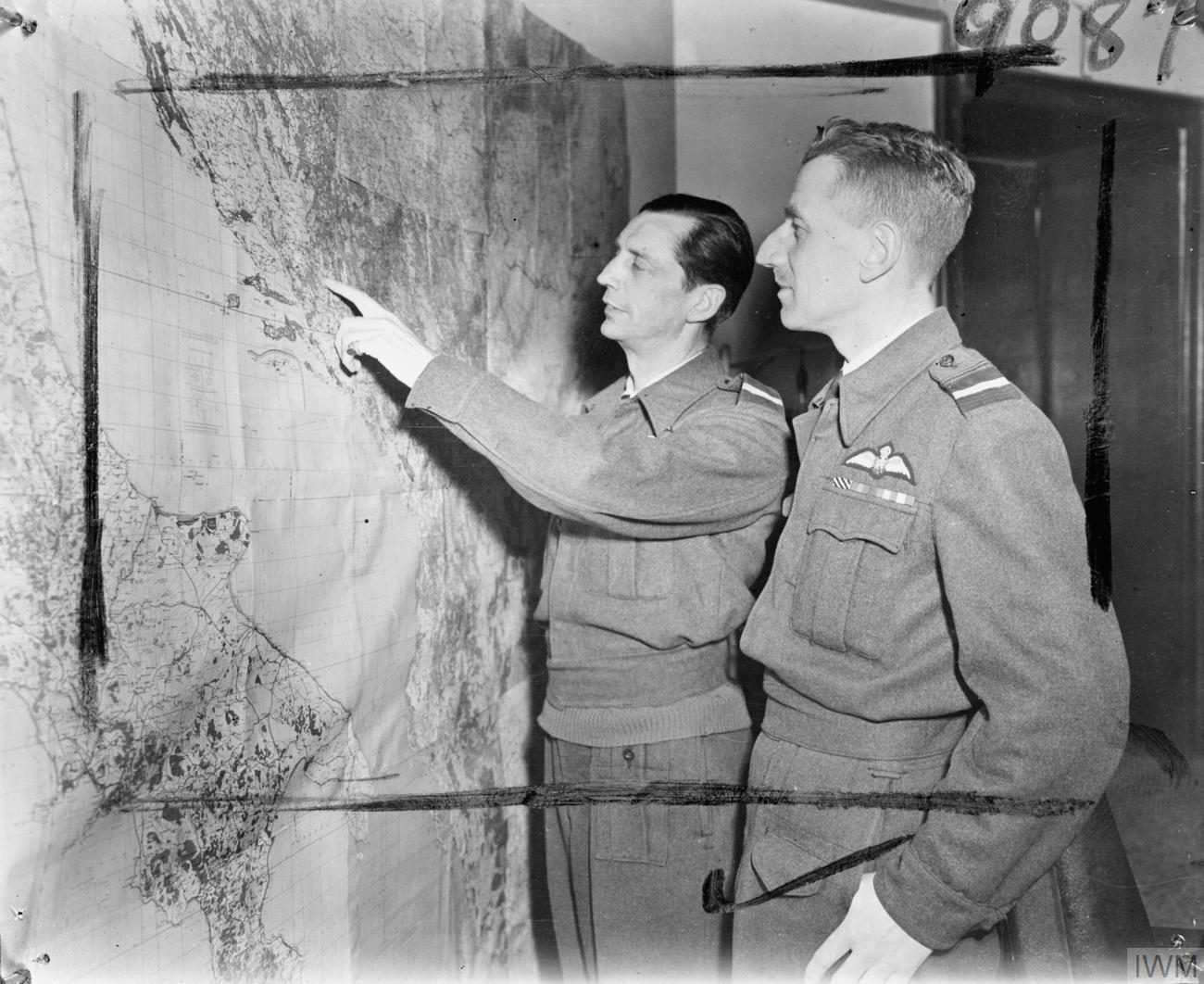
Air Vice-Marshals Elliot und Mills in Italien

Sir George Holroyd Mills, GCB, DFC, RAF (* 26. März 1902 in Dartford, England; † 14. April 1971 in Hillingdon,  England) war ein Offizier der Royal Air Force (RAF).
Nach seinem Ausscheiden aus der RAF fungierte Mills von 1963 bis 1970 als Black Rod im House of Lords.

## Karriere bei der Royal Air Force
Im Jahr 1920 besuchte Mills als Kadett das RAF College in Cranwell, Lincolnshire, und wurde einer der jüngsten Absolventen des neu gegründeten Colleges. Nach seinem Abschluss trat er 1921 als Offizier in die Royal Air Force ein verbrachte er eine kurze Zeit in einem Waffendepot der RAF. Mit der No. 8 Squadron wurde Mills 1922 als Pilot einer D.H.9A in Mesopotamien stationiert. 1927 wechselte er in die No. 100 Squadron auf einer Hawker-Horsley-Maschine.
Nach Einsätzen als Adjutant in England und Indien besuchte er 1935 das RAF Staff College. Im Zweiten Weltkrieg befehligte er von Dezember 1939 bis Juni 1940 die No. 115 Squadron und wurde 1941 in den Stab des Hauptquartiers des Bomber Command berufen, bevor er Station Commander der RAF Watton wurde. Im September 1943 wurde er Director of Policy (General) im Luftfahrtministerium und im Februar 1945 Air Officer Commanding der Balkan Air Force RAF.
Nach dem Krieg wurde im Jahr 1946 Mills zum Director of Plans im Luftfahrtministerium ernannt, 1949 zum Air Officer Commanding No. 1 Group und 1952 zum Air Officer Commanding des Air Headquarters Malaya. Im April 1953 stieg er zum Air Officer Commanding-in-Chief des Bomber Command auf. Drei Jahre später wurde Mills Oberbefehlshaber der Allied Air Forces Central Europe und Vorsitzender der Nato Standing Group in Washington, D.C. 1956 erreichte er den Dienstrang eines Air Chief Marshal.
Am 18. September 1962 schied Mills aus der Royal Air Force aus.
Im Ruhestand hatte er von 1963 bis 1970  das Amt des Gentleman Usher of the Black Rod im House of Lords inne. Er war außerdem Kurator des Imperial War Museum. Mills hatte zwei Söhne, Derek Mills, Spitfire-Pilot der RAF, und Sir Nigel Mills (1932–1991), Air Marshal der RAF und Surgeon-General, sowie eine Tochter, Virginie Mills.

## Orden und Ehrenzeichen
- 31. Mai 1940: Distinguished Flying Cross (DFC)[4]
- 14. Juni 1945: Companion des Order of the Bath (CB)[5]
- 1. Januar 1954: Knight Commander des Order of the Bath (KCB)[6]
- 1. Januar 1959: Knight Grand Cross des Order of the Bath (GCB)[7]